# 테크노파크역
테크노파크(현대 프리미엄아울렛 송도점)역(Techno Park station)은 대한민국 인천광역시 연수구에 있는 인천교통공사 인천 도시철도 1호선의 전철역이다. 승강장 및 대합실의 디자인은 "편리한", "복잡한", "새로운", "선명한"의 키워드로 창출되었으며, 기술의 발달에 의한 생활의 편리성과 시각적인 복잡함의 공존을 표현하였다.

## 구조
지하 2층 규모의 지하역이다. 지하 1층에 개찰구 및 역무 시설이, 지하 2층에 승강장이 있다. 각 층은 계단 및 에스컬레이터와 엘리베이터로 이어진다. 출구는 4곳이다. 2번 출구는 인근에 있는 아웃렛인 현대프리미엄아울렛과 동시에 건설되었으며, 지하에서 해당 건물과 이어지는 통로가 있다.

### 승강장
2면 2선의 상대식 승강장이며, 스크린도어가 설치되어 있다.
| 캠퍼스타운 ↑   |
| \| 상          |
| ↓ 지식정보단지 |

| 상행 | ● 인천 도시철도 1호선 | 원인재 · 인천시청 · 부평 · 계양 · 검단호수공원 방면 |
| 하행 | ● 인천 도시철도 1호선 | 인천대입구 · 센트럴파크 · 송도달빛축제공원 방면     |

## 역사
- 2008년 9월 8일: “테크노파크역”으로 역명 결정[2]
- 2009년 6월 1일: 인천 도시철도 1호선 송도국제도시 연장선 구간 개통과 함께 영업 개시
- 2016년 4월 27일: 현대프리미엄아울렛 송도점 개관과 함께 2번 출구 개설 및 부역명 “현대프리미엄아울렛 송도점” 표기

## 역 주변
- 갯벌타워
- 미추홀공원
- 미추홀타워
- 송도3동 행정복지센터
- 송도글로벌캠퍼스푸르지오 주상복합
- 송도테크노파크IT센터
  - 코오롱글로벌 본사
- 송도 트리플스트리트
- 인천경제산업정보테크노파크
- 인천대학교 미추홀캠퍼스
- 인하대학교 산학협력관
- 인하대학교 항공우주융합캠퍼스
- 해돋이공원
- 현대프리미엄아울렛 송도점
- 홈플러스 인천송도점
- 트리플 스트리트
- 센트럴로

## 이용객 변동
2009년 자료는 개통일인 2009년 6월 1일부터 12월 31일까지인 214일 기준으로 환산한 것이다.
| 노선      | 노선   | 일평균 인원수 (명/일) | 일평균 인원수 (명/일) | 일평균 인원수 (명/일) | 일평균 인원수 (명/일) | 일평균 인원수 (명/일) | 일평균 인원수 (명/일) | 일평균 인원수 (명/일) | 일평균 인원수 (명/일) | 일평균 인원수 (명/일) | 일평균 인원수 (명/일) | 각주  |
| 노선      | 노선   | 2003년                | 2004년                | 2005년                | 2006년                | 2007년                | 2008년                | 2009년                | 2010년                | 2011년                | 2012년                | 각주  |
| --------- | ------ | --------------------- | --------------------- | --------------------- | --------------------- | --------------------- | --------------------- | --------------------- | --------------------- | --------------------- | --------------------- | ----- |
| 인천1호선 | 승차   | 미개통                | 미개통                | 미개통                | 미개통                | 미개통                | 미개통                | 970                   | 1,058                 | 1,113                 | 1,562                 | [ 3 ] |
| 인천1호선 | 하차   | 미개통                | 미개통                | 미개통                | 미개통                | 미개통                | 미개통                | 1,000                 | 1,101                 | 1,161                 | 1,585                 | [ 3 ] |
| 인천1호선 | 승하차 | 미개통                | 미개통                | 미개통                | 미개통                | 미개통                | 미개통                | 1,155                 | 2,159                 | 2,274                 | 3,147                 | [ 3 ] |
| 노선      | 노선   | 2013년                | 2014년                | 2015년                | 2016년                | 2017년                |                       |                       |                       |                       |                       | [ 3 ] |
| 인천1호선 | 승차   | 1,870                 | 2,767                 | 2,869                 | 4,857                 | 6,595                 |                       |                       |                       |                       |                       | [ 3 ] |
| 인천1호선 | 하차   | 1,926                 | 2,754                 | 2,884                 | 4,893                 | 6,540                 |                       |                       |                       |                       |                       | [ 3 ] |
| 인천1호선 | 승하차 | 3,796                 | 5,521                 | 5,754                 | 9,750                 | 13,135                |                       |                       |                       |                       |                       | [ 3 ] |

## 인접한 역
| 인천 도시철도 1호선               | 인천 도시철도 1호선   | 인천 도시철도 1호선                     |
| --------------------------------- | --------------------- | --------------------------------------- |
| I133 캠퍼스타운 검단호수공원 방면 | ● 인천 도시철도 1호선 | I135 지식정보단지 송도달빛축제공원 방면 |